# Ілюк Юрій Іванович (футболіст)
Юрій Іванович Ілюк, у частині джерел Іллюк (нар. 23 березня 1957 — пом. 1999, Чехія) — радянський та український футболіст, що грав на позиції півзахисника і нападника. Відомий за виступами в чернівецькій «Буковині», у складі якої здобув звання чемпіона УРСР, та «Спартаку» з Івано-Франківська.

## Біографія
Юрій Ілюк розпочав виступи на футбольних полях у складі аматорської команди «Електрон» з Івано-Франківська у 1975 році. У 1978 році Ілюк став гравцем команди другої ліги «Спартак» з Житомира. Наступного року футболіст став гравцем команди першої ліги «Спартак» з Івано-Франківська. У складі команди Ілюк зіграв 43 матчі чемпіонату та 1 матч у груповому турнірі Кубка СРСР. На початку 1981 року Юрій Ілюк перейшов до складу команди «Буковина» з Чернівців. Наступного року Ілюк став у складі чернівецької команди чемпіоном УРСР серед команд другої ліги. Після закінчення сезону 1982 року Ілюк покинув «Буковину», та надалі грав у аматорських командах Чернівців та Коломиї, зокрема у складі «Сільмаша» та «Покуття» аж до 1994 року, після чого завершив виступи на футбольних полях. У 90-х роках виїхав до Чехії, де помер у 1999 році.

## Досягнення
- Переможець Чемпіонату УРСР з футболу 1982, що проводився у рамках турніру в шостій зоні другої ліги СРСР.